# Paractenodia
Paractenodia is een geslacht van kevers uit de familie oliekevers (Meloidae).
Het geslacht is voor het eerst wetenschappelijk beschreven in 1904 door Péringuey.

## Soorten
Het geslacht omvat de volgende soorten:
- Paractenodia glabra Kaszab, 1969
- Paractenodia parva Péringuey, 1904